# Samisk arkiv
Samisk arkiv, Sámi Arkiiva, är ett forskningsarkiv för samiskt material i Kautokeino i Finnmark i Norge.
Samisk arkiv är organiserat som en avdelning av det norska Arkivverket och finansieras över statsbudgeten.
Arkivet startade 1988 som ett samarbetsprojekt mellan dåvarande Norges almenvitenskapelige forskningsråd, dåvarande Nordiskt-samiskt institut och Arkivverket för att säkerställa källmaterial om samisk historia. Stiftelsen Sámi arkiiva/Samisk arkiv bildades 1995. Arkivverket övertog 2005 förvaltningsansvaret för Samisk arkiv och det omorganiserades 2007 till en avdelning av Arkivverket.  
Arkivet är sedan 2009 inrymt i det samiska kunskapscentret Diehtosiida i Kautokeino.